# Ofotfjord
Ofotfjord (norsky Ofotfjorden, severosámsky Ufuohttá) je mořský záliv v Norsku. Nachází se v kraji Nordland za severním polárním kruhem a největším městem na jeho pobřeží je Narvik.
Fjord je dlouhý 78 km a jeho maximální hloubka je 553 metrů. Okolní hory dosahují výšky až 1700 m. U vjezdu z Vestfjordu do Ofotfjordu byl roku 1903 postaven maják Barøy. Fjord má postranní ramena Bogen, Herjangsfjord, Rombaken, Beisfjorden a Skjomen. Region kolem něj se nazývá Ofoten. Nachází se v něm přírodní rezervace Kjerkvatnet, která je chráněna Ramsarskou úmluvou.
Význam názvu je neznámý. Podle jednoho vysvětlení pochází z výrazu úfr fótr, tj. výří noha, což odkazuje k tvaru zálivu. 
Ofotfjord je nejsevernějším místem, kde se vyskytuje humr evropský. Žije v něm rovněž sleď obecný, treska tmavá a makrela obecná, za rybami se sem stahují predátoři jako je kosatka dravá. V létě fjord navštěvují volavky a ústřičníci.
V roce 1940 byl záliv bojištěm bitvy o Narvik. Na dně se nacházejí četné vraky potopených lodí, které jsou chráněny jako válečné pohřebiště.